# Нестерянка
Нестеря́нка — село в Україні, у Оріхівській міській громаді Пологівського району Запорізької області. Населення становить 1566 осіб (2001 р.).

## Географія
Село знаходиться в балці Солонці на відстані 3,5 км від села Копані.

## Історія
До 2016 орган місцевого самоврядування — Нестерянська сільська рада.
12 червня 2020 року, відповідно до Розпорядження Кабінету Міністрів України від № 713-р «Про визначення адміністративних центрів та затвердження територій територіальних громад Запорізької області», увійшло до складу Оріхівської міської громади.
19 липня 2020 року, в результаті адміністративно-територіальної реформи та ліквідації Оріхівського району, село увійшло до складу Пологівського району.

### Загинули внаслідок російського вторгнення в Україну
Клімов Артем Вікторович (1996—2022) — загинув 4 березня під час бою.

## Пам'ятки
На захід від села розташований ландшафтний заказник місцевого значення Балка Нестерянська.